# Lu Cheng
Lu Cheng è un film del 2004 diretto da Yang Chao.